# John Dolmayan
John Dolmayan (arménsky Ջոն Դոլմայան * 15. července 1973 v Libanonu) je bubeník arménsko-americké metalové kapely System of a Down. John momentálně žije v Las Vegas v Nevadě.

## System of a Down
John je současným bubeníkem kapely System of a Down, na této pozici vystřídal svého předchůdce Andyho Khachaturiana. Jeho styl hry na bicí ovlivnil novou generaci bubeníků a přilákal velkou část fanoušků kapely. John je známý pro své výrazy v obličeji, díky nimž vypadá neustále naštvaně. Hlavní zpěvák Serj Tankian řekl pro magazín Kerrang, že se vždycky snažil přinutit Johna, aby se na pódiu usmíval. Na to mu ale John odpověděl, že na toto nemá dostatek energie, kterou musí vynaložit na udržení se v rytmu.

## Scars On Broadway
Během pauzy System of a down spolupracoval na projektu Scars on Broadway a pomohl nahrát několik písní na album Elect the Dead od Serje Tankiana.
Během turné v roce 2009 se podíval se členy Scars on Broadway na americké vojenské základny v Iráku, kde i zahráli několik svých skladeb.
Když kapela hlásila návrat a druhé album Dictator (2018) většina původních členů už v ní nefigurovala včetně Johna, kterého nahradil Roman Lomtadze.

## These Grey Men
28. února 2020 vydal album These Grey Men, kde byl současní dvou písní "Road to Nowhere" cover od Talking Heads a "Starman" cover od Davida Bowieho i jeho švagr a kolega ze SOAD, Serj Tankian. Na albu se dále podíleli třeba Tom Morello, M. Shadows, Jonathan Dorr nebo jeho bývalý kolega ze Scars on Broadway Franky Perez.

## Politika
John je jako i další členové skupiny System Of A Down velmi politicky aktivní. Při volbě amerického prezidenta v roce 2020 podpořil Donalda Trumpa, čímž dost naštval svého švagra Serje Tankiana, ten také prohlásil, že je "frustrující" být politicky v protikladu se svým kolegou a švagrem z kapely.

## Torpedo Comics
1. listopadu 2007 John otevřel svůj internetový obchod s komiksy Torpedo Comics. John je totiž od svých 12 let nadšeným sběratelem Marvelových komiksů. Řekl, že komiksy a hudba byly jeho oblíbenými věcmi jeho dětství. Vlastní také bicí pomalované komiksovými motivy od známých komiksových malířů. Sklad obchodu Torpedo Comics se nachází v Las Vegas a disponuje množstvím kusů zboží s komiksovou tematikou (knihy, hračky, obrázkové příběhy, figurky akčních hrdinů, …). Po ekonomické krizi v roce 2010 byl obchod uzavřen. Ovšem v současné době opět obchod funguje a často navštěvuje velké akce jako Comic Con v San Diegu apod.

## Diskografie

#### System of a Down
- System of a down (1998)
- Toxicity (2001)
- Steal This Album! (2002)
- Mezmerize (2005)
- Hypnotize (2005)

Serj Tankian
- Elect the Dead (2007)

Scars On Broadway
- Scars On Broadway (2008)

Axis of Justice
- Concert Series Volume 1 (2004)

Scum of the Earth
- Blah...Blah...Blah...Love Songs for the New Millennium (Guest Drums) (2004)

These Grey Men
- These Grey Men (2020)

## Osobní život

### Rodina
John Dolmayan je švagrem kolegy ze skupiny System Of A Down, Serje Tankiana, když si vzal Dianu Madatyan sestru Angely Madatyan Tankian, která je ženou Serje Tankiana. John s Dianou mají dvě dcery.

### Další zajímavosti
Dolmayan prozradil pro časopis Loudersound, kterých 10 hudebních alb mu změnilo život. Jsou to tato: Pink Floyd - the Wall (1979), Radiohead - OK Computer (1997), Iron Maiden - Powerslave  (1984), Faith No More - Album of the year (1997), Slayer - South of heaven (1988), Metallica - ... And Justice for all (1988), Chicago - VII (1974), The Beatles - Johnův osobní výběr, RUSH - Hemispheres (1978) a The Who - Quadrophenia (1973) 
Právě k osobnímu výběru The Beatles řekl Dolmayan tohle: "Je opravdu těžké vybrat jen jedno album Beatles, protože všechna jsou skvělá. Takže zde použiji trochu umělecké licence a vytvořím kompilační album, které bude obsahovat vše od začátku jejich kariéry až po její konec. S tím, že preferuji psychedelické věci, které dělali ke konci své kariéry."

## Ceny
Dolmayan vyhrál cenu bubeníka roku 2006 magazínu „DRUM!“.